# I wojna czeczeńska
I wojna w Czeczenii – konflikt zbrojny pomiędzy separatystami czeczeńskimi usiłującymi utworzyć niepodległe państwo czeczeńskie i rosyjskimi wojskami federalnymi, datowany na okres od 11 grudnia 1994 roku do 31 sierpnia 1996 roku. Konflikt objął swym zasięgiem głównie Czeczenię, w niewielkim stopniu: Kraj Stawropolski, Osetię Północną, Inguszetię i Dagestan.
Po stronie rosyjskiej uczestniczyli członkowie antydudajewowskiej opozycji czeczeńskiej, walczący o pozostanie Republiki Czeczeńskiej w ramach Federacji Rosyjskiej. Po stronie separatystów walczyli islamiści oraz instruktorzy wojskowi z krajów muzułmańskich, zwłaszcza arabskich, a także nacjonaliści ukraińscy z UNA-UNSO. Z czasem wojna o niepodległość Czeczenii zaczęła przybierać formę ponadetnicznej rebelii islamskiej przeciwko Federacji Rosyjskiej. I wojnie czeczeńskiej towarzyszyły liczne pomniejsze konflikty pomiędzy poszczególnymi klanami czeczeńskimi i sąsiednimi grupami etnicznymi, m.in. Inguszami, Osetyjczykami i rosyjskimi Kozakami.
Wojnę zakończył rozejm w Chasawjurcie, na mocy którego Republika Czeczenii pozostawała formalnie częścią Federacji Rosyjskiej, w praktyce zaś funkcjonowała jako niezależne terytorium. Wojska rosyjskie mogły na mocy rozejmu nadal stacjonować w republice, jednak dowództwo rosyjskie postanowiło je po zawarciu rozejmu w pełni wycofać. Kwestia politycznego statusu Republiki Czeczenii została odłożona na pięć lat.

## Geneza

### Stosunki czeczeńsko-rosyjskie do 1991
Wspólna historia Rosji i Czeczenii przecina się na początku XIX wieku i od razu naznaczona była wzajemną nienawiścią i krwią. Wtedy to carat postanowił rozszerzyć swoje wpływy w rejonie Kaukazu. O ile podbój Kaukazu Południowego nie był naznaczony większymi problemami, tak muzułmańscy górale z Czeczenii i Dagestanu stanowili dla Rosjan twardy orzech do zgryzienia. Wojska carskie paliły lasy, zakładały forty i pustoszyły auły, na co ludy te odpowiedziały napaściami na kozackie konwoje i rosyjskie osady. Doprowadziło to do wybuchu wojny kaukaskiej, która po 30 latach zaciekłych bojów zakończyła się zwycięstwem cara i wcieleniem tych ziem pod jego władanie. Na początku XX wieku wybuchła rewolucja lutowa, a następnie październikowa, gdzie faktyczny rozpad wieloetnicznego Imperium dał mniejszym narodom szansę na odrodzenie. Czeczenia wraz z innymi ludami Kaukazu utworzyła Republikę Górską Północnego Kaukazu. Państwo to przetrwało jednak w wyniku wewnętrznych sporów jedynie 5 lat i w 1922 roku zostało wcielone do ZSRR. Czeczenia przez ponad 20 lat zmieniała kilkukrotnie swoje położenie administracyjne w ramach komunistycznego państwa, jednak jej suwerenność praktycznie pozostawała na tak samo niskim poziomie.
Czeczeni źle pamiętają czasy reżimu stalinowskiego. Prowadzona była polityka przymusowej ateizacji i kolektywizacji rolnictwa, a sporadycznie przeprowadzano także czystki etniczne i mordowano inteligencję. W 1944 Kreml zdecydował o likwidacji Czeczeńsko-Inguskiej Autonomicznej Socjalistycznej Republiki Radzieckiej i wywózce jej mieszkańców do Kazachstanu i na Syberię, co było wynikiem rzekomej współpracy tych ludów z okupantem niemieckim w trakcie II wojny światowej. Historycy do dziś toczą dyskusję na temat tego epizodu w dziejach. Według większości źródeł współpraca Wajchanów (wspólne określenie na Czeczenów i Inguszy) z nazistami nie mogła mieć miejsca, bądź występowała sporadycznie, gdyż nie zdołali oni zająć ich etnicznych ziem. W trakcie deportacji zmarło ok. 1/4 ich populacji.
W wyniku śmierci Stalina i odwilży wprowadzonej przez Chruszczowa w 1957 Czeczeńsko-Inguska ASRR została reaktywowana, jednak w oczach Moskwy Wajnachowie nadal pozostawali tzw. elementem niepewnym. Władze radzieckie utrudniały im dostęp do edukacji i służby zdrowia i nie powoływały na wysokie stanowiska. W Czeczeńsko-Inguskiej ASRR szalało ukryte bezrobocie. Stosunki z Moskwą poprawiły się po aktach prawnych wydanych przez najwyższe organy ZSRR i RFSRR w 1989 i 1991, w których to nastawiono się na rehabilitację represjonowanych narodów.

### Od 1991 roku
Na początku lat 90 w całym ZSRR nasilał się separatyzm. Nie inaczej było w Czeczenii. Zakłada się, że silne ruchy niepodległościowe są skutkiem działalności prezydenta Rosyjskiej FSRR Borysa Jelcyna, który w celu podkopania władzy Michaiła Gorbaczowa robił objazd po całym kraju, gdzie wypowiedział swe słynne słowa (skierowane prawdopodobnie do organów władz autonomicznych): "Weź tyle suwerenności, ile zdołasz przełknąć". W 1990 w Groznym powstał Czeczeński Komitet Narodowy (CzKN), który pół roku później proklamował powstanie Republiki Czeczeńskiej. W rejonie nastąpiła więc dwuwładza, jako że komunistyczne organy wciąż istniały, jednak zdaniem przewodniczącego CzKN Dżochara Dudajewa nie posiadały one zaufania mieszkańców, więc nie mogły sprawować rządów. Gdy pod koniec sierpnia 1991 w Moskwie wybuchł pucz twardogłowych komunistów, wiele republik radzieckich w odpowiedzi opuszczało ZSRR ogłaszając niepodległość. Komitet republikański Czeczenii i Inguszetii poparł działania wywrotowców, jednak Dudajew miał przeciwne zdanie. 6 września jego uzbrojeni zwolennicy rozpędzili posiedzenie Rady Naczelnej CzIASRR i wyrzucili oni przez okno przewodniczącego rady miasta Grozny Witalija Kucenkę (według innej wersji sam wyskoczył z budynku uciekając przed tłumem). Dwa dni później siłom CzKN udało się zająć lotnisko. Dzięki podjętym działaniom Dudajew zdołał de facto przejąć władzę w Czeczenii. 27 października doszło do wyborów prezydenckich, w których Dudajew zdobył ponad 90% głosów. Jego pierwszym dekretem była deklaracja niepodległości, która nie została wtedy uznana przez żadne państwo. Nie spodobało się to Jelcynowi, który ogłosił na terenie Czeczenii-Inguszetii stan wyjątkowy. Nie został on wprowadzony w życie, bowiem resorty siłowe podlegały wyłącznie istniejącym jeszcze wtedy władzom ZSRR. Dało to jednak pretekst Dudajewowi do ogłoszenia na własnym terenie stanu wojennego. Jego siły zajęły wtedy budynki ministerstw i OMON-u, rozbrojono jednostki wojskowe i wstrzymano transport kolejowy oraz lotniczy. Ponadto wezwał on rodaków mieszkających w Moskwie do "przekształcenia miasta w strefę katastrofy". Wprowadzony został dekret dający mieszkańcom republiki dostęp do broni palnej.
W tym czasie następowało zasilanie nowo tworzonych sił zbrojnych Czeczenii sprzętem zostawionym przez wycofującą się b. Armią Radziecką. W 1992 Dudajew mógł zachwiać rosyjską pozycją na Kaukazie, gdy wraz z obalonym prezydentem Gruzji Zwiadem Gamsachurdią utworzył koncept założenia „związku sił zbrojnych Zakaukazia”, czyli sojuszu wszystkich państw regionu w celu stworzenia przeciwwagi dla Federacji Rosyjskiej. Później odwiedził także Stany Zjednoczone, gdzie negocjowany był dostęp amerykańskich przedsiębiorstw do czeczeńskich pól naftowych. W wyniku interwencji rosyjskich wojsk w wojnie osetyjsko-inguskiej z listopada 1992 roku gwałtownie pogorszyły się stosunki Czeczenii z Rosją (granica pomiędzy de facto niepodległą Czeczenią a pozostającą w granicach Federacji Inguszetią nie była bowiem wytyczona).

#### Wojna domowa w Czeczenii
W 1993 roku pogorszyły się stosunki Dudajewa z parlamentem, gdyż zdecydował się on na rozwiązanie go, a potem także Trybunału Konstytucyjnego i MSW. W czerwcu zaplanowane było referendum w sprawie zaufania do Dudajewa, jednak na dzień przed uzbrojeni zwolennicy prezydenta pod dowództwem Szamila Basajewa zajęli budynek rady w Groznym, gdzie obradował parlament i zniszczyli karty do głosowania. Doszło więc do swojego rodzaju zamachu stanu, a Dudajew ustanowił nową konstytucję dającą mu szerokie uprawnienia. W wyniku tych działań zginęło kilkadziesiąt osób. Antykonstytucyjne działania prezydenta doprowadziły do tego, że wcześniej popierająca go opozycja (która traktowała go jako gwaranta niepodległości Czeczenii) zdecydowała się mu zbrojnie przeciwstawić. Zawiązano Komitet Ocalenia Narodowego, który jednak po przeprowadzeniu kilku akcji zbrojnych został rozbity. Jego miejsce zastąpiła Tymczasowa Rada Republiki Czeczeńskiej, która osiedliła się w rejonach nadtieriecznym i urus-martanowskim. Na jej czele stanął Umar Awturchanow. Rozpoczęła się wojna domowa w Czeczenii.
W 1994 roku państwo zmienia nazwę na Czeczeńska Republika Iczkerii, a na jej terenie toczą się walki partyzanckie. W lutym Tatarstan podpisuje umowę stowarzyszeniową z Rosją, co oznacza, że Czeczenia jest jedynym regionem, który nie leży w granicach Rosji (RFSRR) sprzed 1991. Latem opozycja antydudajewowska zwraca się do FR o pomoc, która zostaje udzielona w postaci wysyłania sprzętu i środków. 2 sierpnia Rosja uznaje TRRCz (na jej prośbę) za jedyny prawowity organ w Czeczenii, na co Dudajew reaguje nazywając jej zwolenników zdrajcami. Dochodzi do nieudanego ataku opozycji na Grozny. W tym momencie siły antydudajewowskie zajmowały trzy terytoria – region nadtierieczny, urus-martanowski i obszar wokół wioski Tołstoj-Jurt. W międzyczasie Czeczeni doprowadzają do kilku zamachów terrorystycznych, z których najbardziej krwawy został przeprowadzony w Mineralnych Wodach, w którym zginęło 4 cywili, w tym jedna dziewczynka. Rosja apeluje do prezydenta o znalezienie godności i ustąpienie z urzędu, by powstrzymać rozlew krwi. Coraz częściej deklarowano, że pokojowe środki zakończenia konfliktu się kończą. 30 września doszło do ataku niezidentyfikowanych śmigłowców na lotnisko Siewiernyj we wsi Kalinowskaja. Siły opozycyjne były gotowe do uderzenia na Grozny. 26 listopada do miasta wjechała kolumna pancerna wyposażona we w miarę nowoczesne czołgi T-72B z załogami rosyjskimi. Atak zakończył się całkowitą klęską, zniszczeniem wielu maszyn, wycofaniem z miasta i zdobyciem sprzętu przez wojska Dudajewa. Schwytano kilku jeńców, którzy przyznali się do przynależności do rosyjskich sił zbrojnych. Iczkeria zagroziła zabiciem jeńców, jeśli Rosja nie przyzna się do zaplanowania i przeprowadzenia na nią ataku. Moskwa jednak zaprzeczała swojemu udziałowi w szturmie, deklarując jednocześnie, że jest zmuszona uratować swoich ludzi z Czeczenii.
Od tego czasu sytuacja na linii Moskwa-Grozny stawała się coraz bardziej napięta. 30 listopada Jelcyn podpisał tajny dekret "O przywróceniu porządku konstytucyjnego i publicznego na terenie Republiki Czeczeńskiej", w którym zapewniał o użyciu sił zbrojnych do "rozbicia nielegalnych gangów". Dzień później nieoznakowane samoloty zbombardowały Grozny. 9 grudnia rząd FR przyjął dekret nr. 1360 przewidujący użycie sił zbrojnych na terenie Republiki Czeczeńskiej. Zakładano, że armia rozbije wojska Iczkerii, po czym na teren wkroczą siły MSW. Tego samego dnia we Władykaukazie rozpoczęły się negocjacje pomiędzy oboma stronami. 10 grudnia Dudajew ogłosił, że jest w stanie zrzec się stanowiska prezydenta i rozpisać wybory (parlament został zawiązany na nowo w sierpniu tego roku), w których nie weźmie udziału, jeśli Rosja i społeczność międzynarodowa uznają niepodległość Iczkerii. Tego samego dnia zakończono koncentrację wojsk rosyjskich wokół Czeczenii.

## Przygotowanie
Planujący operację wojskową, minister obrony Federacji Rosyjskiej, gen. Pawieł Graczow zakładał działania militarne trwające cztery tygodnie, po których do akcji miały wejść siły MSW zabezpieczające Czeczenię.
Na granicy zbuntowanego państwa sformowano dowodzoną przez gen. Aleksieja Mitiuchina Połączoną Grupę Wojsk. Liczyła ona w sumie 23,8 tysiąca żołnierzy, 80 czołgów, 208 bojowych wozów piechoty, 182 działa i moździerze i 274 samoloty, w tym 72 Su-24 i 85 Su-25. Na siły te składały się elementy 76 Pskowskiej i 106 Tulskiej Dywizji Powietrznodesantowej, 19 i 131 Brygady Zmechanizowanej, 21 Brygady Kozackiej (powietrznodesantowej) i 27 Brygady Zmechanizowanej (też należącej do wojsk powietrznodesantowych). Dodatkowo dołączono również batalion (lub, według innych źródeł, całą 22 Brygadę) Specnazu. Wojska MSW składały się z 1 Samodzielnej Dywizji Specjalnego Przeznaczenia, 1 Wołgogradzkiej Dywizji MSW i pododdziałów OMON-u. Siły te zgrupowano w trzech bazach: w Mozdoku, Kizlarze i Władykaukazie. Zgodnie z planem miały one przekroczyć granicę w natarciu z trzech kierunków, uformować pierścień wokół Groznego, zdobyć miasto, a następnie zabezpieczyć resztę kraju i wycofać się, przekazując go pod kontrolę wojsk MSW.

## Przebieg

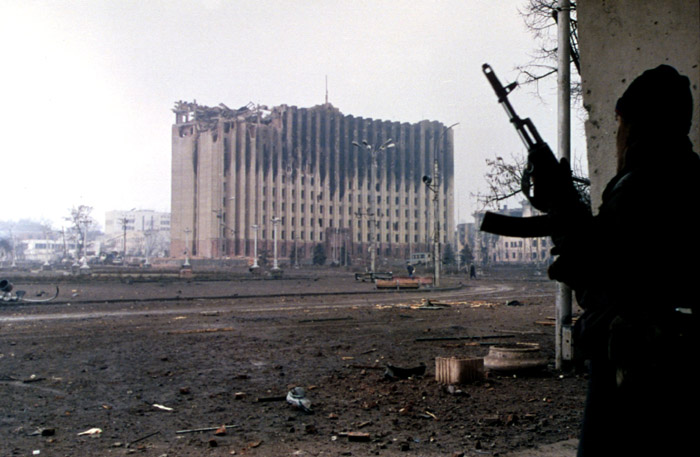
Pałac prezydencki w Groznym, styczeń 1995. Foto: Michaił Jewstafiew

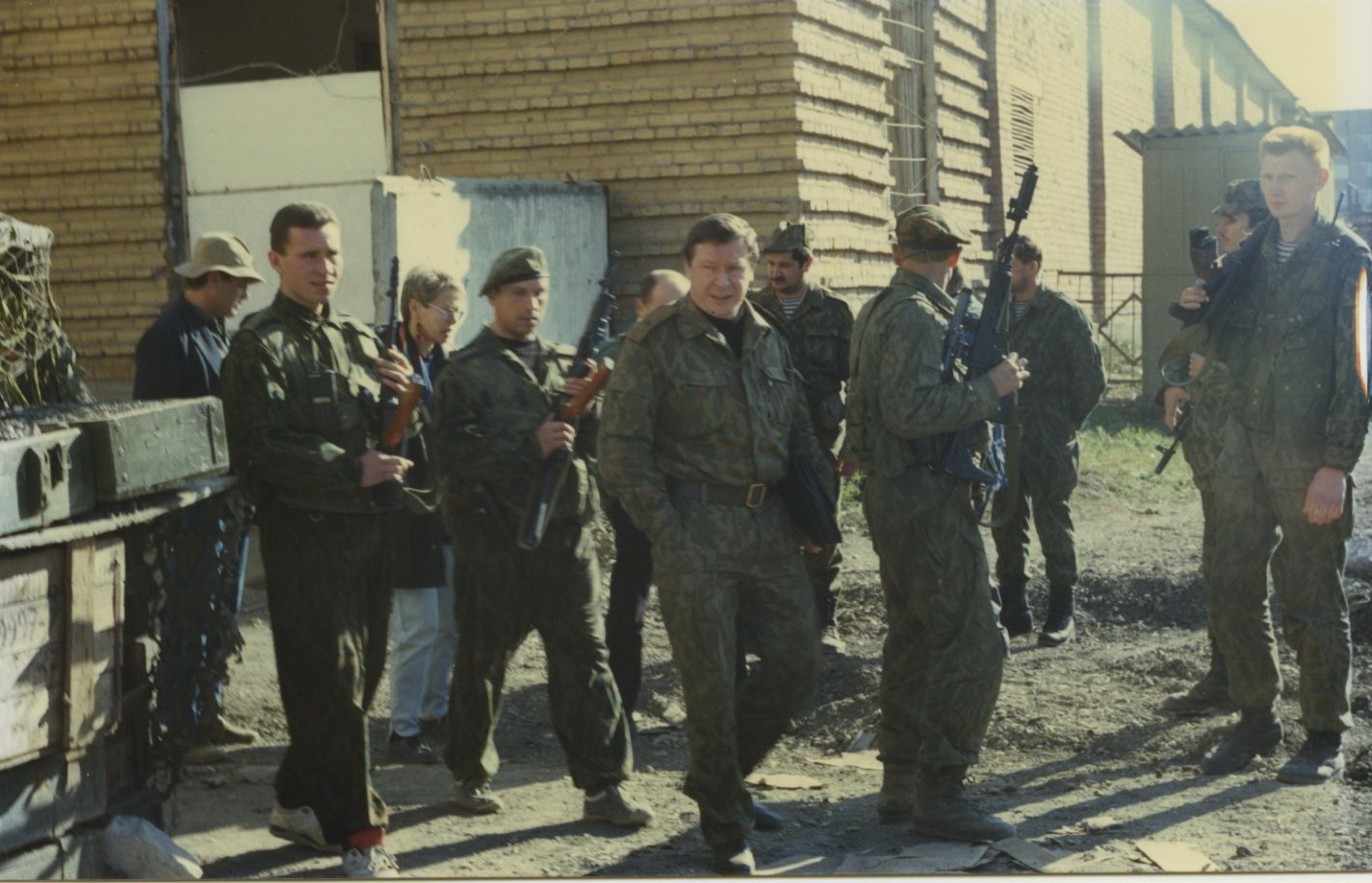
Gen. Leonid Szyriajew w eskorcie rosyjskich żołnierzy w Czeczenii

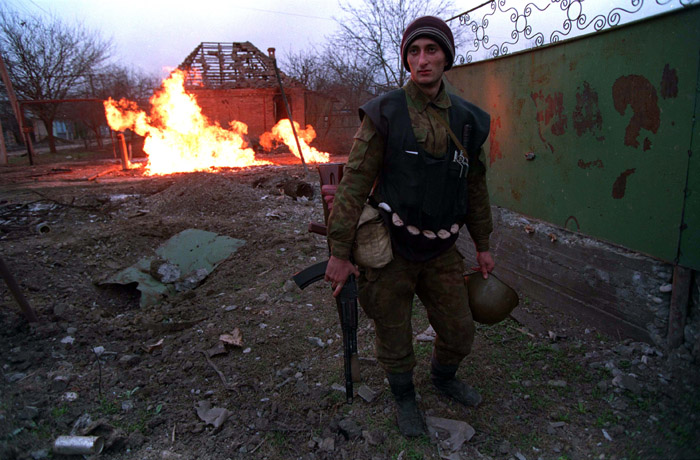
Czeczeński bojownik w zniszczonej wsi

11 grudnia 1994 do republiki Czeczenii wkroczyły wojska rosyjskie, chcące przywrócić porządek konstytucyjny i zapobiec postępującym, nielegalnym z punktu widzenia prawa federalnego, działaniom separatystycznym na jej terenie. Pomimo początkowych niepowodzeń – jak podjęta na rozkaz ówczesnego ministra obrony Rosji Pawła Graczowa próba zdobycia Groznego na Nowy Rok wyłącznie przez nieosłaniane jednostki pancerne – Rosjanie zajęli stolicę Czeczenii (luty 1995). Dowódcą wojsk rosyjskich, które zdobyły Grozny był gen. Lew Rochlin, który odmówił przyjęcia za zdobycie Groznego tytułu Bohatera Rosji, gdyż nie uznał za zaszczytne zwycięstwa odniesionego nad własnymi obywatelami.
Od tego momentu rozpoczęła się walka z oddziałami separatystów, którym udało się wycofać i przegrupować w górskich rejonach republiki. W walkach tych Rosjanie zaczęli ponosić istotne straty w ludziach. Problemem dla sił rosyjskich były zwłaszcza walki w miastach, do których dowódcy i żołnierze rosyjscy byli nieprzygotowani, jak też ataki terrorystyczne poza terytorium Czeczenii. W czerwcu 1995 Szamil Basajew przeprowadził atak terrorystyczny na szpital cywilny w Budionnowsku, a w styczniu 1996 akcję o takim samym charakterze na szpital w Kizlarze przeprowadził inny dowódca separatystów – Salman Radujew. W grudniu 1995 separatyści odzyskali chwilowo kontrolę nad drugim co do wielkości mieście republiki Gudermesem, jednak po kilku dniach walk zostali zmuszeni do ustąpienia. 21 kwietnia 1996 po namierzeniu jego telefonu satelitarnego i przeprowadzeniu rosyjskiego ataku rakietowego zginął Dżochar Dudajew, a władzę po nim przejął Zelimchan Jandarbijew. Po zaskakującym dla wojsk rosyjskich letnim ataku bojowników w sierpniu 1996 separatystom udało się odbić Grozny.
Przejście konfliktu w stan przewlekły, spektakularne akcje separatystów, a także okres wyborów prezydenta Rosji (czerwiec-lipiec 1996) zaktywizowały działania polityczne, w których wielką rolę odegrał generał Aleksandr Lebied (Lebiedź), krótkotrwały sekretarz Rady Bezpieczeństwa Rosji – w ich wyniku 31 sierpnia 1996 w Chasawiurcie podpisano rozejm kończący pierwszą wojnę czeczeńską. Na jego mocy m.in. problem statusu republiki został odłożony na 5 lat.

## Straty wojenne
Według danych strony rosyjskiej, w wojnie zginęło 17 391 żołnierzy i bojowników walczących po stronie separatystów oraz 5552 żołnierzy wojsk federalnych (poległych i zaginionych). Według separatystów w wojnie poległo ok. 3 tys. żołnierzy i bojowników czeczeńskich oraz ponad 14 tys. Rosjan. Nie są znane dokładne straty ludności cywilnej. Szacunki wahają się od 30 tys. do 100 tys. cywili zabitych na terytorium Czeczenii oraz 161 cywilów zabitych poza terytorium Czeczenii. Generalicja rosyjska szacuje straty w ludności cywilnej na ok. 50–80 tys. osób. Problemy z oszacowaniem strat wojennych wynikają z charakteru konfliktu, do którego doszło w trakcie trwania czeczeńskiej wojny domowej. Wielu cywilów było w obawie o własne bezpieczeństwo uzbrojonych, a bojownicy bez trudu mogli maskować się wśród cywilów. Część żołnierzy i bojowników w trakcie działań wojennych zmieniała strony konfliktu, co dodatkowo utrudniało ustalenie strat walczących ze sobą stron. Nieznana jest również dokładna liczba uchodźców wojennych (ok. 500 tys. osób).